# アメリカ合衆国上院議長の一覧
アメリカ合衆国副大統領は、憲法に基づきアメリカ合衆国上院議長の職を兼ねる。しかし議長職が（死亡や辞職により）欠けている間は、上院仮議長が常任の上院議長として奉職する。アメリカ合衆国憲法修正第25条の制定以前は、次の大統領選挙まで副大統領を代える制度は存在しなかった。
以下の一覧は、上院議長を務めた人物（副大統領、上院仮議長の双方）を含む。会期中、一時的に現任議長の地位にあった上院議員は含めない。
| 議長                           | 在任                           | 兼任       |
| ------------------------------ | ------------------------------ | ---------- |
| ジョン・アダムズ               | 1789年 – 1797年                | 副大統領   |
| トーマス・ジェファーソン       | 1797年 – 1801年                | 副大統領   |
| アーロン・バー                 | 1801年 – 1805年                | 副大統領   |
| ジョージ・クリントン           | 1805年 – 1812年                | 副大統領   |
| ウィリアム・クロウフォード     | 1812年 – 1813年                | 上院仮議長 |
| エルブリッジ・ゲリー           | 1813年 – 1814年                | 副大統領   |
| ジョン・ギャラード             | 1814年 – 1817年                | 上院仮議長 |
| ダニエル・トンプキンズ         | 1817年 – 1825年                | 副大統領   |
| ジョン・カルフーン             | 1825年 – 1832年                | 副大統領   |
| ヒュー・L・ホワイト            | 1832年 – 1833年                | 上院仮議長 |
| マーティン・ヴァン・ビューレン | 1833年 – 1837年                | 副大統領   |
| リチャード・M・ジョンソン      | 1837年 – 1841年                | 副大統領   |
| ジョン・タイラー               | 1841年                         | 副大統領   |
| サミュエル・サウサード         | 1841年 – 1842年                | 上院仮議長 |
| ウィリー・マンガム             | 1842年 – 1845年                | 上院仮議長 |
| ジョージ・ダラス               | 1845年 – 1849年                | 副大統領   |
| ミラード・フィルモア           | 1849年 – 1850年                | 副大統領   |
| ウィリアム・R・キング          | 1850年 – 1852年                | 上院仮議長 |
| デーヴィッド・R・アッチソン    | 1852年 – 1853年                | 上院仮議長 |
| ウィリアム・R・キング          | 1853年                         | 副大統領   |
| デーヴィッド・R・アッチソン    | 1853年 – 1854年                | 上院仮議長 |
| ルイス・カス                   | 1854年                         | 上院仮議長 |
| ジェシー・ブライト             | 1854年 – 1856年                | 上院仮議長 |
| チャールズ・E・ステュアート    | 1856年                         | 上院仮議長 |
| ジェシー・ブライト             | 1856年 – 1857年                | 上院仮議長 |
| ジェームズ・M・メイソン        | 1857年                         | 上院仮議長 |
| ジョン・ブレッキンリッジ       | 1857年 – 1861年                | 副大統領   |
| ハンニバル・ハムリン           | 1861年 – 1865年                | 副大統領   |
| アンドリュー・ジョンソン       | 1865年                         | 副大統領   |
| ラファイエット・フォスター     | 1865年 – 1867年                | 上院仮議長 |
| ベンジャミン・ウェイド         | 1867年 – 1869年                | 上院仮議長 |
| スカイラー・コルファクス       | 1869年 – 1873年                | 副大統領   |
| ヘンリー・ウィルソン           | 1873年 – 1875年                | 副大統領   |
| トマス・W・フェリー            | 1875年 – 1877年                | 上院仮議長 |
| ウィリアム・A・ウィーラー      | 1877年 – 1881年                | 副大統領   |
| チェスター・A・アーサー        | 1881年                         | 副大統領   |
| トマス・F・ベイアード          | 1881年                         | 上院仮議長 |
| デーヴィッド・デーヴィス3世    | 1881年 – 1883年                | 上院仮議長 |
| ジョージ・F・エドマンズ        | 1883年 – 1885年                | 上院仮議長 |
| トーマス・A・ヘンドリックス    | 1885年                         | 副大統領   |
| ジョン・シャーマン             | 1885年 – 1887年                | 上院仮議長 |
| ジョン・J・インガルス          | 1887年 – 1889年                | 上院仮議長 |
| リーヴァイ・モートン           | 1889年 – 1893年                | 副大統領   |
| アドレー・E・スティーヴンソン  | 1893年 – 1897年                | 副大統領   |
| ギャレット・A・ホーバート      | 1897年 – 1899年                | 副大統領   |
| ウィリアム・P・フライ          | 1899年 – 1901年                | 上院仮議長 |
| セオドア・ルーズベルト         | 1901年                         | 副大統領   |
| ウィリアム・P・フライ          | 1901年 – 1905年                | 上院仮議長 |
| チャールズ・W・フェアバンクス  | 1905年 – 1909年                | 副大統領   |
| ジェームズ・S・シャーマン      | 1909年 – 1912年                | 副大統領   |
| 上院仮議長による輪番           | 1912年 – 1913年                |            |
| トマス・R・マーシャル          | 1913年 – 1921年                | 副大統領   |
| カルビン・クーリッジ           | 1921年 – 1923年                | 副大統領   |
| アルバート・カミンズ           | 1923年 – 1925年                | 上院仮議長 |
| チャールズ・ドーズ             | 1925年 – 1929年                | 副大統領   |
| チャールズ・カーティス         | 1929年 – 1933年                | 副大統領   |
| ジョン・N・ガーナー            | 1933年 –1941年                 | 副大統領   |
| ヘンリー・A・ウォレス          | 1941年 – 1945年                | 副大統領   |
| ハリー・S・トルーマン          | 1945年                         | 副大統領   |
| ケネス・マッケラー             | 1945年 – 1947年                | 上院仮議長 |
| アーサー・ヴァンデンバーグ     | 1947年 – 1949年                | 上院仮議長 |
| ケネス・マッケラー             | 1949年                         | 上院仮議長 |
| アルバン・W・バークリー        | 1949年 – 1953年                | 副大統領   |
| リチャード・ニクソン           | 1953年 – 1961年                | 副大統領   |
| リンドン・ジョンソン           | 1961年 – 1963年                | 副大統領   |
| カール・ヘイデン               | 1963年 – 1965年                | 上院仮議長 |
| ヒューバート・H・ハンフリー    | 1965年 – 1969年                | 副大統領   |
| スピロ・アグニュー             | 1969年 – 1973年                | 副大統領   |
| ジェームズ・イーストランド     | 1973年                         | 上院仮議長 |
| ジェラルド・R・フォード        | 1973年12月6日 – 1974年8月9日   | 副大統領   |
| ジェームズ・イーストランド     | 1974年8月9日 – 1974年12月19日  | 上院仮議長 |
| ネルソン・ロックフェラー       | 1974年12月19日 – 1977年1月20日 | 副大統領   |
| ウォルター・モンデール         | 1977年1月20日 – 1981年1月20日  | 副大統領   |
| ジョージ・H・W・ブッシュ       | 1981年1月20日 – 1989年1月20日  | 副大統領   |
| ダン・クエール                 | 1989年1月20日 – 1993年1月20日  | 副大統領   |
| アル・ゴア                     | 1993年1月20日 – 2001年1月20日  | 副大統領   |
| ディック・チェイニー           | 2001年1月20日 – 2009年1月20日  | 副大統領   |
| ジョー・バイデン               | 2009年1月20日 – 2017年1月20日  | 副大統領   |
| マイク・ペンス                 | 2017年1月20日 – 2021年1月20日  | 副大統領   |
| カマラ・ハリス                 | 2021年1月20日 – 2025年1月20日  | 副大統領   |
| J・D・ヴァンス                 | 2025年1月20日 – 現職           | 副大統領   |